# Meragisa siavina
Meragisa siavina är en fjärilsart som beskrevs av William Schaus 1911. Meragisa siavina ingår i släktet Meragisa och familjen tandspinnare. Inga underarter finns listade i Catalogue of Life.